# Iglesia de San Pedro Apóstol (Igueste de San Andrés)
La iglesia de San Pedro Apóstol es un templo de culto católico (rito Romano) que se encuentra en el barrio de Igueste de San Andrés, situado en el municipio de Santa Cruz de Tenerife en la isla de Tenerife, en las islas Canarias, España.
Desde septiembre de 2022 el párroco de la iglesia es el sacerdote Anatael Medina Melián, quien también asiste a los barrios de San Andrés, Valleseco y San José de El Suculum.

## Historia
La iglesia comenzó a construirse como ermita dependiente de la parroquia de San Andrés en 1890, consagrándose el 29 de junio de 1909, en este momento presidía la iglesia un cuadro de San Pedro. En 1943 fue ascendida al rango de parroquia por el obispo de Tenerife Fray Albino.
San Pedro Apóstol ha sido desde sus inicios el santo titular de la iglesia de Igueste. La talla se encuentra en el centro del altar mayor entre las imágenes de Santa María Magdalena y San Juan Evangelista. Pero hay en la iglesia otras muchas imágenes, entre ellas la de la Virgen del Carmen, adquirida a comienzos del siglo XX y que llegó por mar a la localidad. También se encuentra en la iglesia desde 1974 una imagen de San Martín de Porres, tallada en una sola pieza de madera y procedente de la República Dominicana, la cual es considerada la más valiosa talla de este Santo en Canarias desde el punto de vista artístico.
Sobre la cubierta de la sacristía se encuentra la imagen de Cristo Rey, que fue colocada en 1974. Esta figura de Cristo con los brazos extendidos posee cierto parecido con la monumental y famosa imagen del Cristo Redentor de Río de Janeiro.

## Procesiones
Destacan las fiestas patronales en honor a San Pedro Apóstol y la procesión del santo el sábado siguiente al 29 de junio (Día de San Pedro). Por la noche, tras una misa cantada, la procesión recorre el centro del pueblo bordeando el barranco de la localidad hasta llegar al llamado Puente de la Cruz, tras lo cual regresa al templo. Durante esa noche destaca también la gran exhibición de fuegos artificiales durante la procesión. Al día siguiente a esta procesión (el domingo) se realiza otra, al mediodía, hasta la zona conocida como La Bodeguilla, tras la misa cantada por el Coro Parroquial. Finalmente, el domingo siguiente tiene lugar la tercera y última procesión, aunque esta es alrededor de la plaza y de la iglesia tras una misa al mediodía. Durante esta procesión acompaña a San Pedro Apóstol la imagen del Sagrado Corazón de Jesús.
La otra procesión más destacada del barrio tras la de San Pedro es la de la Virgen del Carmen, que se celebra el segundo sábado del mes de septiembre. Pese a que la imagen mariana no es embarcada en procesión marítima, tradicionalmente se realiza una procesión desde la iglesia hasta la playa de Igueste. Una vez en la playa se hace un homenaje a los pescadores ante la Virgen que permanece entronizada en una embarcación de pesca a la orilla del mar, tras este acto se celebra una exhibición pirotécnica y la Virgen es devuelta a la iglesia.